# Linia kolejowa nr 197
Linia kolejowa nr 197 – nieeksploatowana, rozebrana linia kolejowa łącząca stację Strzebiń ze stacją Woźniki Śląskie.

## Historia
W sierpniu 1932 roku linia nr 197 została połączona z magistralą węglową. Połączenie było czynne do końca 1993 roku, kiedy to odcinek Strzebiń – Woźniki został zlikwidowany.